# Conflicted (música de Kitt Wakeley)
"Conflicted" é uma canção do compositor e produtor musical estadunidense Kitt Wakeley, lançada como single de trabalho de seu álbum "Symphony of Sinners & Saints" (2021). A música foi produzida por Wakeley e Tre Nagella, e conta com Joe Satriani na guitarra. Ela alcançou a 18ª posição no Hot Hard Rock Chart da Billboard.
O single foi gravado no Abbey Road Studio e inclui a participação da Royal Philharmonic Orchestra e da London Voices, regida por Cliff Masterson.
Quando questionado pelo Ultimate Classic Rock sobre tocar no single de Wakeley, Satriani disse: "Tocar guitarra no novo álbum de Kitt tem sido uma experiência divertida e estimulante, e um desafio musical também. O som enorme e cinematográfico de Kitt torna cada uma de suas músicas uma poderosa jornada sonora. Estou tão feliz por poder contribuir para este álbum estelar."
"Conflicted" recebeu críticas favoráveis com a escrita do Metal Talk: "Uma mistura incrivelmente potente de ritmos de rock pesado justapostos com uma orquestra clássica e um coro, esta é a música cinematográfica em sua forma mais poderosa e emocionante."

## Desempenho nas Paradas Musicais
| Parada Musical (2021)               | Desempenho | Ref.  |
| ----------------------------------- | ---------- | ----- |
| Hot Hard Rock Songs (Billboard)     | 18         | [ 2 ] |
| Hard Rock Digital Sales (Billboard) | 1          | [ 6 ] |
| Rock Digital Song Sales (Billboard) | 6          | [ 7 ] |

## Créditos
| - Kitt Wakeley - Piano, Synthesizer, and Conductor - Joe Satriani - Guitarra - Royal Philharmonic Orchestra - Orchestra - London Voices - Coro - Ryan Miller - Baixo elétrico - Brent Berry - Baterias | - Producers - Kitt Wakeley and Tre Nagella - Recording engineer - Lewis Jones - Mixing engineer - Tre Nagella - Mastering engineer - Kevin Lively - Recording studio - Abbey Road Studios, London, UK - Mixing studio - Luminous Studios - Dallas, Texas - Mastering studio - Lively Mastering - Oklahoma City, Oklahoma |